# Su ali d'aquila
Su ali d'aquila (On Eagle's Wings) è un canto di chiesa composto dal sacerdote statunitense Michael Joncas.
Il brano è stato inciso per la prima volta dallo stesso Joncas nel 1979, nell'album omonimo.

## Descrizione
Il testo del brano è un adattamento molto fedele del Salmo 91 (90), e in particolare riporta nelle quattro strofe i versetti 1-7 e 11-12 del salmo. Il tema del brano è quindi quello della protezione divina e della fiducia del fedele in Dio, nonostante i pericoli e le avversità della vita.
Il ritornello, invece, è liberamente ispirato a due citazioni bibliche, una dal Libro dell'Esodo (Es 19,4, che dà il titolo "su ali d'aquila") e una dal Vangelo di Matteo (Mt 13,43).

## Utilizzo
Il brano ha raggiunto una popolarità mondiale, venendo tradotto in diverse lingue. Il testo della versione italiana, intitolata Su ali d'aquila, è una traduzione quasi letterale dell'originale inglese. Viene usato nei funerali, così come in altre occasioni come la Quaresima o il rito dell'unzione degli infermi; la sua posizione all'interno della Messa può essere quella del Salmo responsoriale, oppure come canto di comunione o finale, oppure ancora – al di fuori della Messa – viene usato come canto di meditazione in occasione di veglie di preghiera o di ritiri spirituali.
Sebbene l'autore sia cattolico, i numerosi riferimenti biblici hanno reso questo inno apprezzato e diffuso anche tra denominazioni delle chiese protestanti evangeliche, specialmente pentecostali.

## Cover
Il dj italiano Gigi D'Agostino ha inciso una cover dance di questo brano nel 2004, pubblicandola nell'album L'amour toujours II e successivamente anche nella Compilation Benessere 1 del 2005.
D'altra parte, anche la versione italiana suonata in cerimonie liturgiche o momenti di preghiera può essere considerata una cover dell'originale americano, avendo un differente arrangiamento di genere pop.

## Citazioni
La canzone è stata citata da Joe Biden nel suo discorso da vincitore delle elezioni presidenziali del 2020, come importante per lui e per la sua famiglia, con particolare riferimento alla morte del figlio Beau.